# マックスバリュ九州
マックスバリュ九州株式会社（マックスバリュきゅうしゅう、英称：MaxValu Kyushu Co., Ltd.）は、沖縄県を除く九州全県にスーパーマーケットを展開していたイオングループの企業である。
2020年9月1日にイオン九州へ吸収合併された。

## 概要
九州の地場スーパーだった壽屋（現・カリーノ）が2001年に民事再生手続き（熊本地方裁判所）を申請した際に、同社の食品スーパー部門だった「くらし館」事業の大半をイオンが引き受けるために受け皿として設立した企業である（イオングループとしては、他に当時の九州ジャスコが「寿屋」事業を5店舗譲受している）。このため、設立当初の本社所在地は壽屋の本社があった熊本県熊本市に置かれ、旧壽屋系列の店舗の多くは現在もカリーノから賃貸して運営されている。その後、各地の地場スーパーをM&Aにより買収したり廃業した企業の店舗譲受を行い、九州7県に店舗を展開・拡大させていった。
現在は自社開発による「マックスバリュ」店舗と旧「くらし館」の「マックスバリュくらし館」の店舗が混在しており、インフラ、買い回り、サービス等の面で店舗ごとに差が生まれていたが、「マックスバリュ」ではない旧壽屋系列の店舗では改装を進めており、改装後の店舗ブランド名を「マックスバリュ」に統一し、標準フォーマットのスーパー・スーパーマーケット（SSM）店舗へ順次改装を進めている。2010年8月には既存の「マックスバリュ」を転換したディスカウントストア店舗として「ザ・ビッグ」をオープンさせた。また、5つ星チェックという独自に店舗を評価する制度を導入し、店舗運営の向上に努めている。なお、当社では毎週木曜日に「木よう市（ザ・ビッグでは「水・木曜日85円均一祭」）」を開催する関係で他のイオン系列店舗での統一セールである「火曜市」を開催してこなかったが、2012年11月20日、イオングループのスーパーマーケット（マックスバリュ運営会社、イオンキミサワ、マルナカ・山陽マルナカ）合同セールの開催より、「火曜市」も期間限定で開催することとなった（当初は年内のみ開催を予定していたが、2013年に入ってからも継続していた）。なお、現在は一部店舗を除き「火曜市」を開催していない。
なお、ダイエー再建に関連して、九州内にあるグルメシティ13店舗およびダイエー吉塚パピヨンプラザ店（福岡市博多区・パピヨンプラザ内）の計14店舗の受け皿となり、2015年9月1日に、ダイエーから運営を引き継ぐと同時に店舗ブランドを「マックスバリュ」などに変更した。吉塚パピヨンプラザ店以外のダイエー店舗についてはイオン九州が受け皿となる予定だったが、イオン完全子会社のイオンストア九州が承継し、イオン九州はイオンストア九州から運営委託を受ける形でダイエー店舗を運営する形に変更された。

## 沿革

### （旧）ハロー
- 1958年（昭和33年）
  - 9月 - 佐賀主婦の店として創業（資本金200万円）。
  - 11月 - 佐賀県佐賀市に一号店「西魚店」開店（売場面積600 平方メートル）。
- 1977年（昭和52年） - 佐賀市新中町に本店「ハロー佐賀店」開店。
- 1988年（昭和63年） - 佐賀市北川副にレンタルビデオ店やイベントスペースを併設した「ハローみなみ店」開店。
- 1989年（平成元年） - 長崎県佐々町にプールや健康センターを併設した「西海ハロー」開店。
- 1991年（平成3年）秋 - POSシステムを導入。
- 1992年（平成4年）4月 - 株式会社ハローに商号変更。
- 1993年（平成5年） - 佐賀市八戸溝にボウリング場を併設した「アーガス本店」開店。
- 1990年代（時期不詳） - 寿屋と資本・業務提携。
- 1998年（平成10年）11月1日 - 寿屋系のスーパーマーケットチェーン「えじまや」と合併、新生「ハロー」誕生。大型店は順次「アーガス」への改装を発表。当時の店舗ブランドは「えじまや」「くらし館[注釈 1]」「ハロー」「アーガス」であった。

1992年時点での店舗数は27店舗、資本金は1億6000万円（額面500円）であった。

### （旧）西九州ウエルマート
- 1958年（昭和33年）1月 - ますや（同名の製菓会社とは無関係）として創業。
- 1979年（昭和54年）2月 - 福岡ジャスコ（現:イオン九州）と提携。
- 1994年（平成6年）3月 - 西九州ウエルマート株式会社に商号変更。

### （旧）寿屋・くらし館
- 1994年（平成6年）12月 - 寿屋が、くらし館1号店（霧島店）を開店（現在のマックスバリュ霧島店）。
- 1998年（平成10年）10月 - 「くらし館」運営会社を「寿屋」に吸収させる形で企業再編を図る（「えじまや」を吸収した「ハロー」が経営する店舗を除く）。

### MV九州誕生・3社統合後
- 2002年（平成14年）
  - 2月26日 - 民事再生手続中だったスーパー運営会社・株式会社壽屋（熊本市）とイオン株式会社が、休業中の壽屋店舗約50店舗の営業譲渡で合意。
  - 3月25日 - イオンが譲受する店舗について、旧「くらし館」事業の受け皿として、マックスバリュ九州株式会社を設立（3月29日という情報もあり[11]）。
  - 3月31日 - 営業再開第1号店の「くらし館田崎店」（熊本市、後のマックスバリュ田崎店）が開店。
  - 6月19日 - 35店目の「くらし館国府店」（熊本市、現・マックスバリュくらし館国府店）をもって譲受を終了。
- 2003年（平成15年）
  - 8月21日 - スーパーセンター「ホームワイド古賀店」（後のイオンスーパーセンター古賀店、2015年8月31日閉店）の「食品館」の運営をイオン九州に譲渡。
  - 11月21日 - 同じイオングループのスーパーチェーン、西九州ウエルマート株式会社（佐世保市）ならびに株式会社ハロー（佐賀市）を合併。本部を現在の所在地に移動する。同日、新会社としての第1号店「マックスバリュうきのじょう店」（宮崎市）、30日には2号店「マックスバリュサンロードシティ熊本店」（熊本市）を開店。共に「マックスバリュ」の名称では県内初（宮崎県のマックスバリュ岡富店は、当時イオン九州が運営）。
  - 12月8日 - 福岡市に第3号店「マックスバリュ周船寺西店」を開店。
- 2004年（平成16年）
  - 4月 - イオン九州より「マックスバリュ基山店」を譲り受けリニューアルオープン、基山店を皮切りに「岡冨店」・「田主丸店」・「豊後高田店」の4店舗をイオン九州株式会社から営業譲渡。リニューアルオープンしたことで琉球ジャスコ（現・イオン琉球）が担当する沖縄県を除く九州地区でのSM事業は当社が運営することとなった。
  - 6月28日 - 旧西九州ウエルマートが取得していたISO14001認証をマックスバリュ九州の全事業所に拡大認証された。
  - 11月27日 - 鹿屋市に鹿児島県として初めてのマックスバリュSSM店舗「マックスバリュ鹿屋寿店」を開店。
- 2005年（平成17年）9月1日 - 今後の出店戦略対応の人材育成のため、福岡県大野城市の下大利店跡地に「教育・訓練センター」を開設。
- 2007年（平成19年）9月 - 一部店舗で24時間営業から7:00 - 24:00店舗に営業時間の見直しがされる。
- 2008年（平成20年）
  - 1月 - マックスバリュ九州全店でイオン共通のPOSシステム導入が完了。
  - 3月 - イオングループで導入を進めている太陽光発電システムを4店舗に初導入。
  - 5月29日 - 株式会社タイホー（福岡県久留米市）から食品スーパー6店舗を譲り受けると発表。同年6月10日には2007年に閉鎖したタイホー十三部店跡地に新規オープンすると発表し、同社から計7店舗の建物を譲受する。
  - 7月1日 - イオンギフトカード取り扱い開始。
  - 7月26日 - 株式会社タイホーより譲り受けた店舗第1号店として「マックスバリュ吉井店」（福岡県久留米市）開店。
  - 7月31日 - 100店舗目となる「マックスバリュ北野店」（福岡県久留米市、タイホーからの譲受店舗）開店。
  - 9月12日 - 福岡県・佐賀県・長崎県の店舗でWAON導入（19日には残りの熊本県・大分県・宮崎県・鹿児島県でも導入）。
  - 11月1日 - レジ袋を辞退すると精算時にその場で2円引きがスタート（現在は一部の店舗は除く）。
  - 12月1日 - 「マックスバリュ古賀店」（福岡県古賀市）に当社では初となるセルフレジを導入。
- 2009年（平成21年）
  - 4月1日 - レジ・クーポン（カタリナクーポン）を導入。
  - 10月1日 - この日オープンの「マックスバリュ西熊本店」に当社では初となる一般用医薬品販売スペース「ハピコム」を設置。
- 2010年（平成22年）
  - 4月22日 - 交通系電子マネー「SUGOCA」[注釈 2]を全店に導入[12]。
  - 8月7日 - 「マックスバリュ福岡空港東店」を業態転換し、当社では初となるディスカウントストア「ザ・ビッグ福岡空港東店」を開店。
- 2011年（平成23年）
  - 7月28日 - 当社では初となる都市型小型スーパーとして「マックスバリュエクスプレス姪浜駅前店」を開店。
  - 12月1日 - 九州地区では2店舗目、熊本県内では初となる都市型小型スーパー「マックスバリュエクスプレス神水店」を開店。
- 2012年（平成24年）
  - 2月22日 - 大阪証券取引所JASDAQ市場へ株式を上場[13]。
  - 11月20日 - 当社初の「火曜市」をスタート[3]（イオンリテール同様のイオン店舗と合同のCMも放映開始）。
- 2013年（平成25年）
  - 6月26日 - 佐賀県内に食品スーパーマーケットを展開している株式会社クリエイトの株式を譲受、子会社化することを発表し、翌月子会社化。
  - 10月17日 - 当社が運営する「ザ・ビッグ」では初の新規店舗となる「ザ・ビッグエクスプレス粕屋店」をオープン。
- 2014年（平成26年）
  - 7月17日 - 鹿児島県内では初となる都市型小型スーパー「マックスバリュエクスプレス松木店」をオープン。
  - 9月15日 - 「地元AEON PROJECT」の一環として、イオン九州と合同で「九州食べごろ物語」を開始[14]。
  - 11月1日 - 熊本県での「ザ・ビッグ」1号店となる「ザ・ビッグエクスプレス新土河原店」をオープン。
  - 12月13日 - 「マックスバリュ田崎店」を同日開業したイオンタウン田崎内に移転オープン。
- 2015年（平成27年）
  - 4月9日 - 株式会社ダイエーのスーパーマーケット事業のうち、九州地区の「グルメシティ」13店舗およびダイエー吉塚店の計14店舗を同年9月1日を効力発生日として会社分割により承継することに関する基本合意書を決議したことを発表[4][5]。
  - 4月25日 - 佐賀県での「ザ・ビッグ」1号店となる「ザ・ビッグ三日月店」をオープン。
  - 7月8日 - 前述の株式会社ダイエーの九州地区におけるスーパーマーケット事業の会社分割による継承に関して、株式会社ダイエーとの間で吸収分割契約書の締結を決議したことを発表[15]。
  - 9月1日 - 株式会社ダイエーから九州地区の「グルメシティ」13店舗とダイエー吉塚パピヨンプラザ店の計14店舗を継承し、このうち、福岡県の8店舗（雑餉隈店・大橋店・博多祇園店・井尻駅前店・土井店・三萩野店・小倉足立店・上白水店）と長崎県の矢上団地店、大分県の湯布院店、鹿児島県の花野団地店の計11店舗を継承と同時に「マックスバリュ」に屋号変更してリニューアルオープン。遅れて吉塚店は5日にリニューアルオープンした[16][17][18]。
  - 9月9日 - 株式会社ダイエーから継承した店舗のうち、「グルメシティ南福岡店」をフードディスカウント業態の「ザ・ビッグ南福岡店」に業態転換してリニューアルオープン[19]。
  - 10月3日 - 株式会社ダイエーから継承した店舗のうち、同年9月1日に「グルメシティ」から屋号変更した「マックスバリュ小倉足立店」を小型フードディスカウント業態の「ザ・ビッグエクスプレス小倉足立店」に業態転換してリニューアルオープン[20]。
  - 10月9日 - 株式会社ダイエーから継承した店舗で唯一改装中だった「グルメシティ港町店」が「マックスバリュ港町店」に屋号変更してリフレッシュオープン[21]。これにより、ダイエーから継承した全店舗の「マックスバリュ」・「ザ・ビッグ」への改装を完了した。
  - 10月15日 - 「アーガス糒店」の閉店に伴い、ハロー時代から長らく展開していた「アーガス」の屋号が消滅。
- 2016年（平成28年）
  - 1月13日 - イオン九州および2014年9月にイオンの子会社となったレッドキャベツとの共同で、九州独自の商品開発や九州内のイオングループにおける共同仕入れや地域商品催事の取り組みを行う新組織として、「九州商品開発部」を設立したことを発表[22]。
  - 3月9日 - 福岡県が県内で捕獲された天然のイノシシやシカを食用として活用し、地域の特産品・観光資源とすることで活性化につながる活動に賛同し、福岡県内の「マックスバリュ」5店舗（黒崎店、直方新入店、くりえいと宗像店、筥崎宮前店、那珂川店）でジビエ商品（福岡県産イノシシ肉（冷凍））の販売を開始[23]。
  - 9月1日 - 株式会社クリエイトを吸収合併、運営する4店舗の運営を継承[24]。改装のため同年8月25日より休業中だった鳥栖店以外の3店舗は前日に商品の入れ替えやシステム変更を行い、継承日当日に当社店舗としてオープン[注釈 3]。
  - 9月3日 - 株式会社クリエイトから継承した店舗で唯一改装中だった「さが旬鮮市場鳥栖店」がフードディスカウント業態の「ザ・ビッグ鳥栖店」に業態転換し、オープン[25]。
  - 11月30日 - 「さが旬鮮市場江北店」がイオン九州が運営するイオン江北店へ移転統合し、同店内に「ザ・ビッグ江北店」をオープン[26]。
- 2017年（平成29年）
  - 1月21日 - 「さが旬鮮市場中原店」を「ザ・ビッグ中原店」に業態転換し、オープン[27]。これにより、株式会社クリエイトから継承された全店舗の「ザ・ビッグ」への改装を完了した。
  - 4月27日 - 熊本県熊本市中央区の「下通NSビル」の地下1階に、フードスタイルストア「COCOSA B1」をオープン[28]。
  - 11月2日 - 株式会社レッドキャベツから「レッドキャベツ十禅寺店」を継承し、「ザ・ビッグ熊本南店」に業態転換してオープン[29]
  - 11月23日 - 株式会社レッドキャベツから「レッドキャベツ桜木店」を承継し、「ザ・ビッグ桜木店」に業態転換してオープン[30]。
- 2018年（平成30年）
  - 6月21日 - 株式会社熊本生鮮市場（熊本県合志市）が経営していた「熊本生鮮市場みづき台店」の閉店（6月25日閉店）を受け、営業を承継することを発表[31]。
  - 8月2日 - 承継した「熊本生鮮市場みづき台店」を「マックスバリュみづき台店」に改め、新規オープン[32]。
  - 11月23日 - 「マックスバリュ南長崎店」を新規オープン[33]。本店舗は11月18日をもって閉店した「レッドキャベツ南長崎店」跡に出店するものである[34]。
- 2019年（平成31年）
  - 3月10日 - 2015年12月からイオン九州で実施している「お10くデー」を当社運営の「マックスバリュ」・「マックスバリュエクスプレス」でも開始（「ザ・ビッグ」ではカードの提示等不要で「お10くデー」と同等の割引が受けられる「ザ・ビッグデー（毎月第2日曜日開催）」の開催日と重なるため未実施となる）。
- 2019年（令和元年）
  - 9月1日
    - 一部地域で先行実施していたレジ袋無料配布中止の対象店舗を当社運営の全店舗に拡大[35]。
    - 株式会社レッドキャベツから「レッドキャベツみらい長崎ココウォーク店」の営業（同社での営業は8月27日をもって終了）を継承し、当社店舗としてオープン[36]。

  - 9月16日 - 長崎自動車株式会社の関連会社である株式会社エヌタスが発行する「エヌタスTカード」の電子マネー「エヌタスマネー」を前述した「レッドキャベツみらい長崎ココウォーク店」や長崎市・時津町・長与町の「マックスバリュ」6店舗（南長崎店・琴海店・メルクス長崎店・時津店・長与店・長与中央店）へ導入[37][38]。
  - 11月16日 - 同年8月28日の佐賀豪雨による被災のためいったん閉店していた「マックスバリュ武雄店」を「ザ・ビッグ武雄店」へ業態転換し、営業再開[39][40]。
- 2020年（令和2年）
  - 3月21日 - 株式会社レッドキャベツから13店舗（3月20日に閉店した屋形原店を除く）の固定資産を取得し、当社店舗として開業（開業に先立ち、友岡店は3月16日、残りの12店舗は3月17日をもって同社での営業を終了）。譲受当初は「レッドキャベツ」のままだが、今後、改装のタイミングで「マックスバリュ」への屋号変更や「ザ・ビッグ」への業態転換が予定されている[41]。なお、同日付の機構改革により、受け入れ先となる「レッドキャベツ事業部」が新設された[42]。また、対馬いづはら店の開業により、マックスバリュ九州として初めて離島地域へも進出した[43]。
  - 3月26日 - 「ザ・ビッグ菊陽店」を新規オープン。マックスバリュ九州運営によるザ・ビッグとしては初の新築店舗[44]。
  - 4月10日 - 取締役会において、イオン九州株式会社との吸収合併契約を締結したことを発表[45]。
  - 4月17日 - 「マックスバリュ唐津店」を「ザ・ビッグ唐津店」へ業態転換し、営業再開[46][47]。
  - 8月28日 - 上場廃止（前日の同年8月27日が最終売買日）。
  - 9月1日 - イオン九州株式会社へ吸収合併し、解散。

## 店舗ブランド
マックスバリュ、マックスバリュエクスプレス
イオングループが国内および海外で展開する食品中心のスーパーマーケット。
マックスバリュ九州の自社開発で開店した店舗・イオン九州（旧九州ジャスコ）から営業譲渡を受けた店舗・旧西九州ウエルマート株式会社から引き継いだ店舗・旧壽屋より営業譲渡または旧株式会社ハローから引き継いだ店舗・旧株式会社タイホーから営業譲渡を受けた店舗・株式会社ダイエーから継承し「グルメシティ」から屋号変更した店舗・株式会社熊本生鮮市場から承継した店舗・株式会社レッドキャベツから継承し「レッドキャベツ」から屋号変更した店舗に分別される。なお、吉塚店も株式会社ダイエーから継承された店舗だが、こちらは「ダイエー」から屋号変更した店舗である。
ザ・ビッグ、ザ・ビッグエクスプレス
イオングループが展開する生鮮食料品と日用雑貨をメインとしたディスカウントストア。
もともとはマックスバリュ西日本（当時）が展開する独自ブランドだったが、現在は全国に拡大しつつある。
合併時点では福岡県・佐賀県・熊本県で展開しており、大半はマックスバリュからの転換店舗であるが、新規店舗のエクスプレス粕屋店・エクスプレス新土河原店・三日月店・大牟田店・久留米すわの店・菊陽店・八幡西店、株式会社ダイエーから継承してグルメシティから業態転換した南福岡店、株式会社クリエイトから継承してさが旬鮮市場から業態転換した鳥栖店・白石店（旧ショッピングタウンサンパーク店）・江北店・中原店、株式会社レッドキャベツから継承してレッドキャベツから業態転換した熊本南店（旧十禅寺店）・桜木店も存在する。小倉足立店と土井店はグルメシティからいったんマックスバリュに屋号変更した後、小倉足立店はザ・ビッグエクスプレスに、土井店はザ・ビッグにそれぞれ業態転換した店舗である。合併時点では純然たる新築店舗は菊陽店のみで、その他の新規店舗は居抜き出店である。このうち、久留米すわの店は2019年6月16日まではイズミが運営していた「ゆめマートすわの」で、閉店から約1ヶ月後の同年7月19日に開業しており、イオングループにおいてイズミ系列の店舗跡に出店する初の事例となった。八幡西店は2020年3月31日まで営業していたイオン九州運営のホームセンター「ホームワイド永犬丸店」の本棟跡に開業したものである（なお、イオン九州から当社への直接継承はされていない。開店から1ヶ月後に当社はイオン九州へ吸収合併されたため、当社が「ホームワイド」跡へ出店する唯一の店舗となった）。
江北店はイオン九州が運営するイオン江北店に食品テナントとして入居する店舗である。本店舗は当社子会社だった株式会社クリエイトから合併に伴って当社が継承して運営していた「さが旬鮮市場 江北店」とイオン江北店が近隣に位置していたため、イオン江北店へ移転統合したものである。なお、総合スーパーの「イオン」に食品テナントとして入居している「ザ・ビッグ」は全国的にも珍しく、他にはイオンビッグが山梨県のイオン石和店（イオンリテール運営）内に出店している石和店があるのみである。
マックスバリュくらし館、マックスバリュハロー
旧壽屋からの営業譲渡または旧株式会社ハローから引き継いだ店舗を小規模改装の上、マックスバリュの派生業態として営業している中・小規模のスーパー。
移行後に閉店したり、改装に伴って「マックスバリュ」や「マックスバリュエクスプレス」への屋号変更により店舗数が減少しており、合併時点で「マックスバリュくらし館」は佐賀県・長崎県を除く九州内に8店舗、「マックスバリュハロー」は佐賀県の東与賀店1店舗のみとなっていた。
レッドキャベツ
株式会社レッドキャベツが運営していた屋号を当社が引き継ぎ営業するスーパーマーケット。福岡県・佐賀県・長崎県に展開する。
2020年6月に一部の店舗において「マックスバリュエクスプレス」への屋号変更が行われたことで店舗数が減少している。詳細はレッドキャベツを参照。
COCOSA B1
熊本県熊本市中央区の複合商業施設「COCOSA」の地下1階に出店するフードスタイルストア業態。折込チラシを行わない代わりに、LINEやInstagramなどのSNSで情報を発信する形態をとる。
店舗の一例

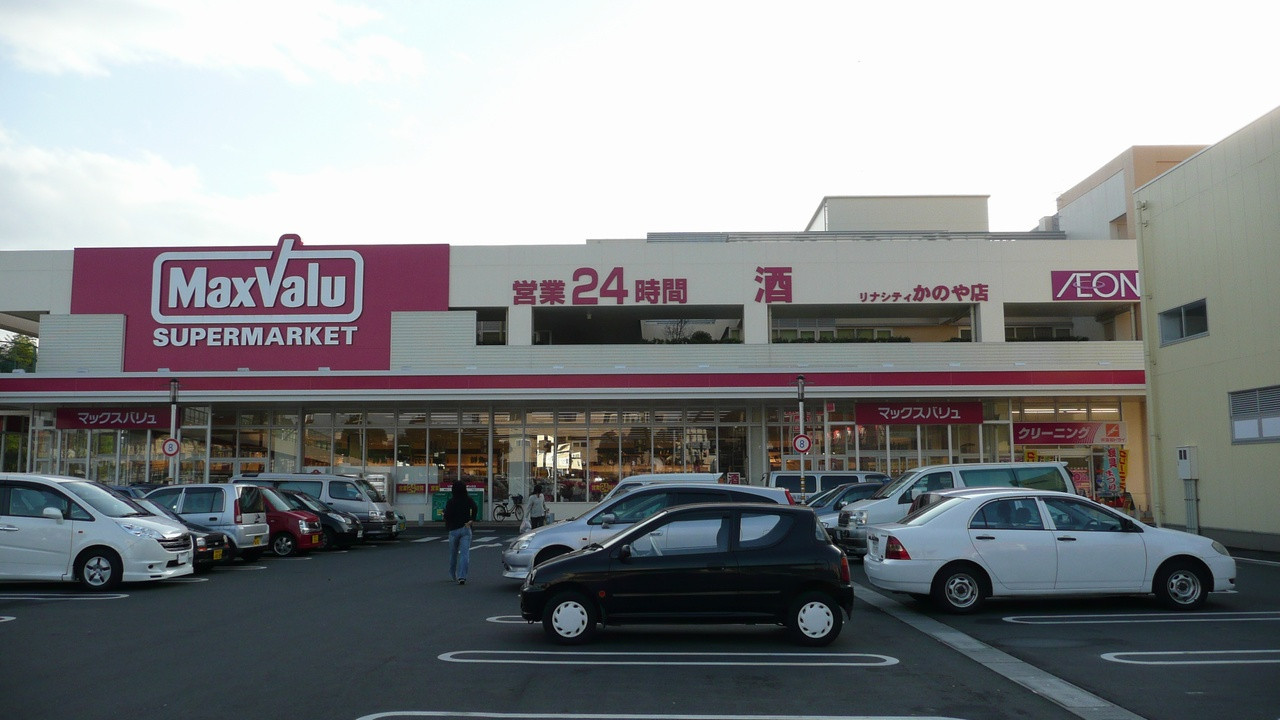
マックスバリュリナシティかのや店 （鹿児島県鹿屋市）
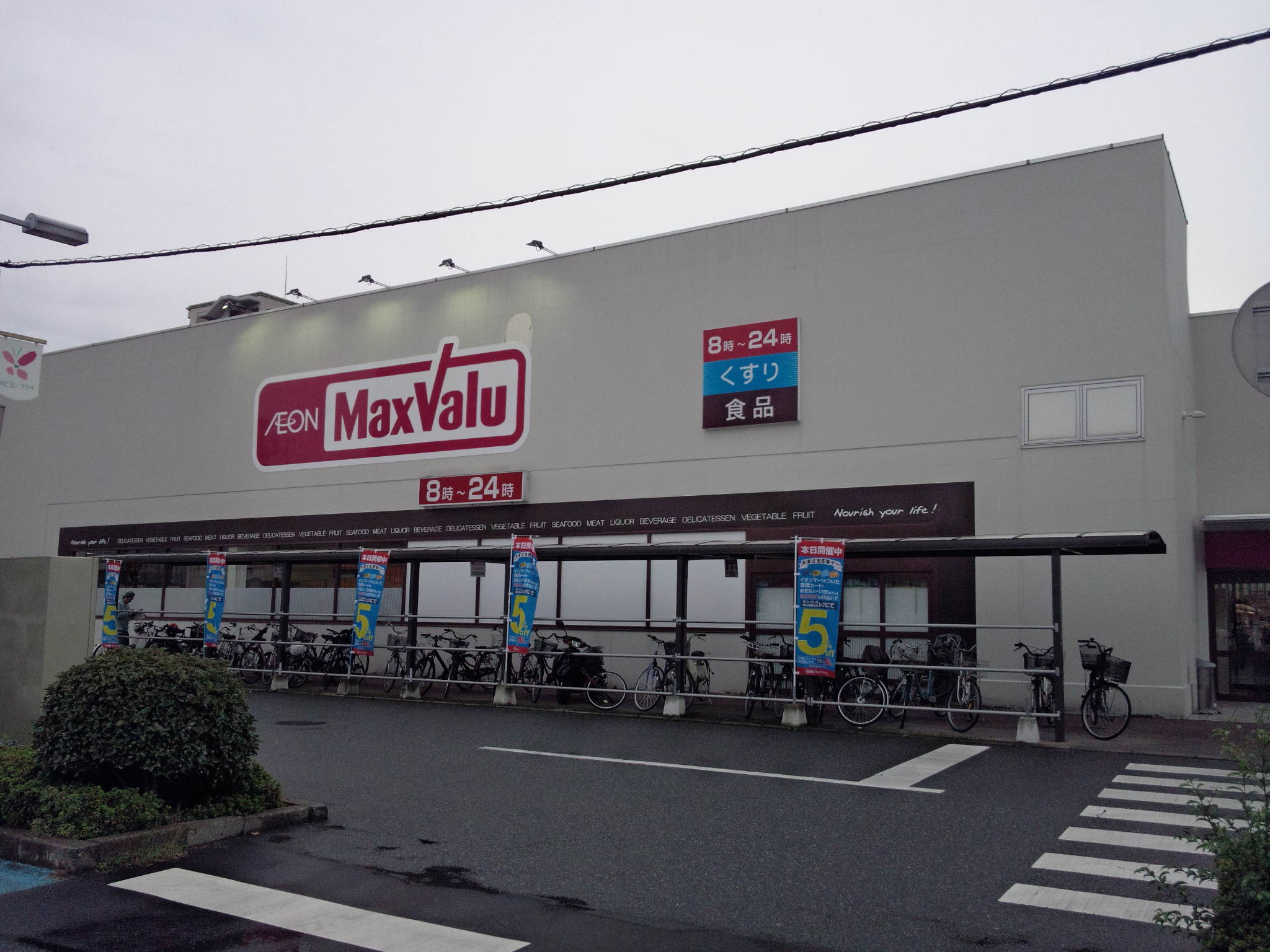
マックスバリュ吉塚店 （閉店済、福岡県福岡市博多区） ※旧ダイエー店舗
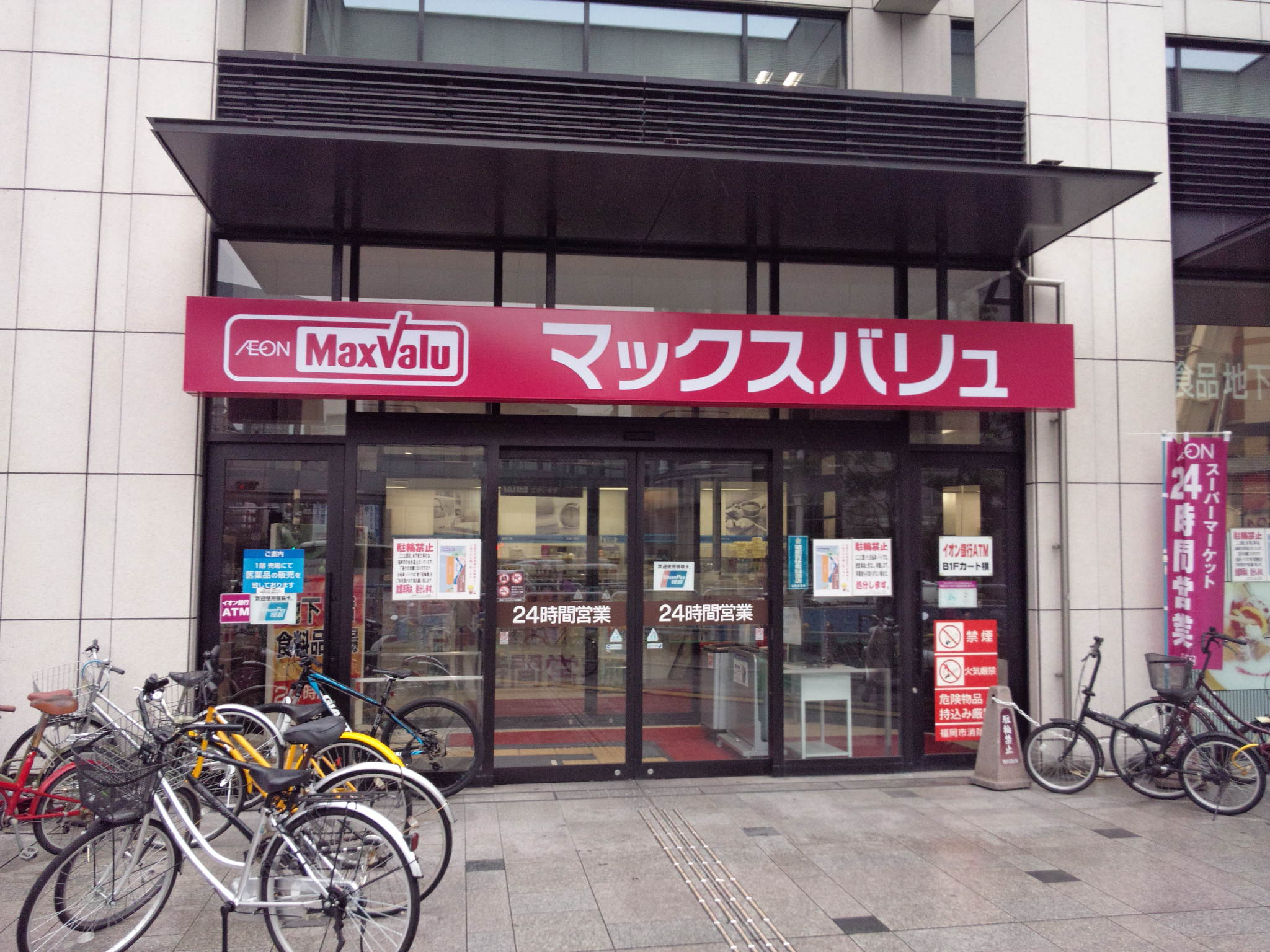
マックスバリュ博多祇園店 （福岡県福岡市博多区） ※旧グルメシティ店舗
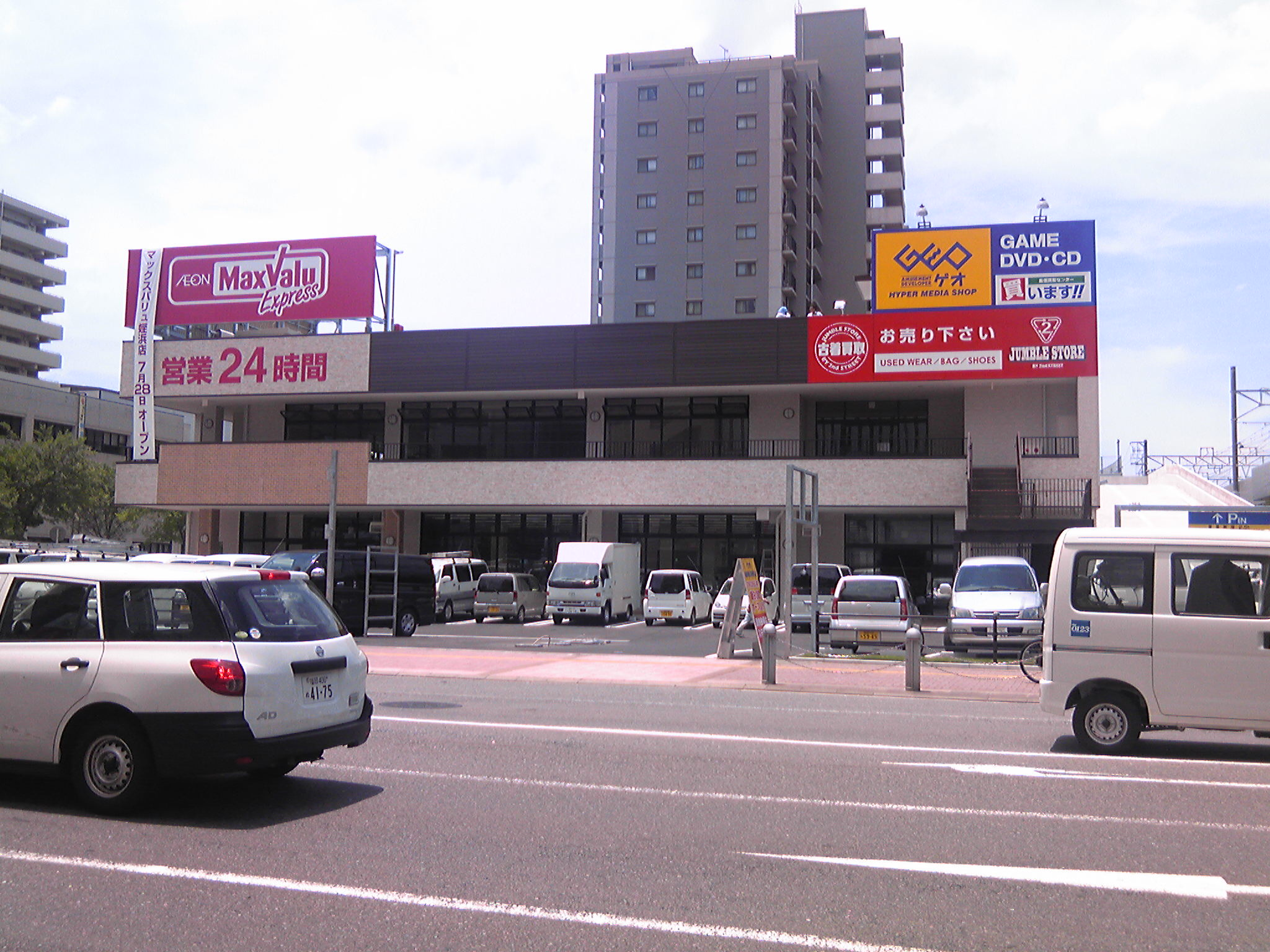
マックスバリュエクスプレス姪浜駅前店 （福岡県福岡市西区）
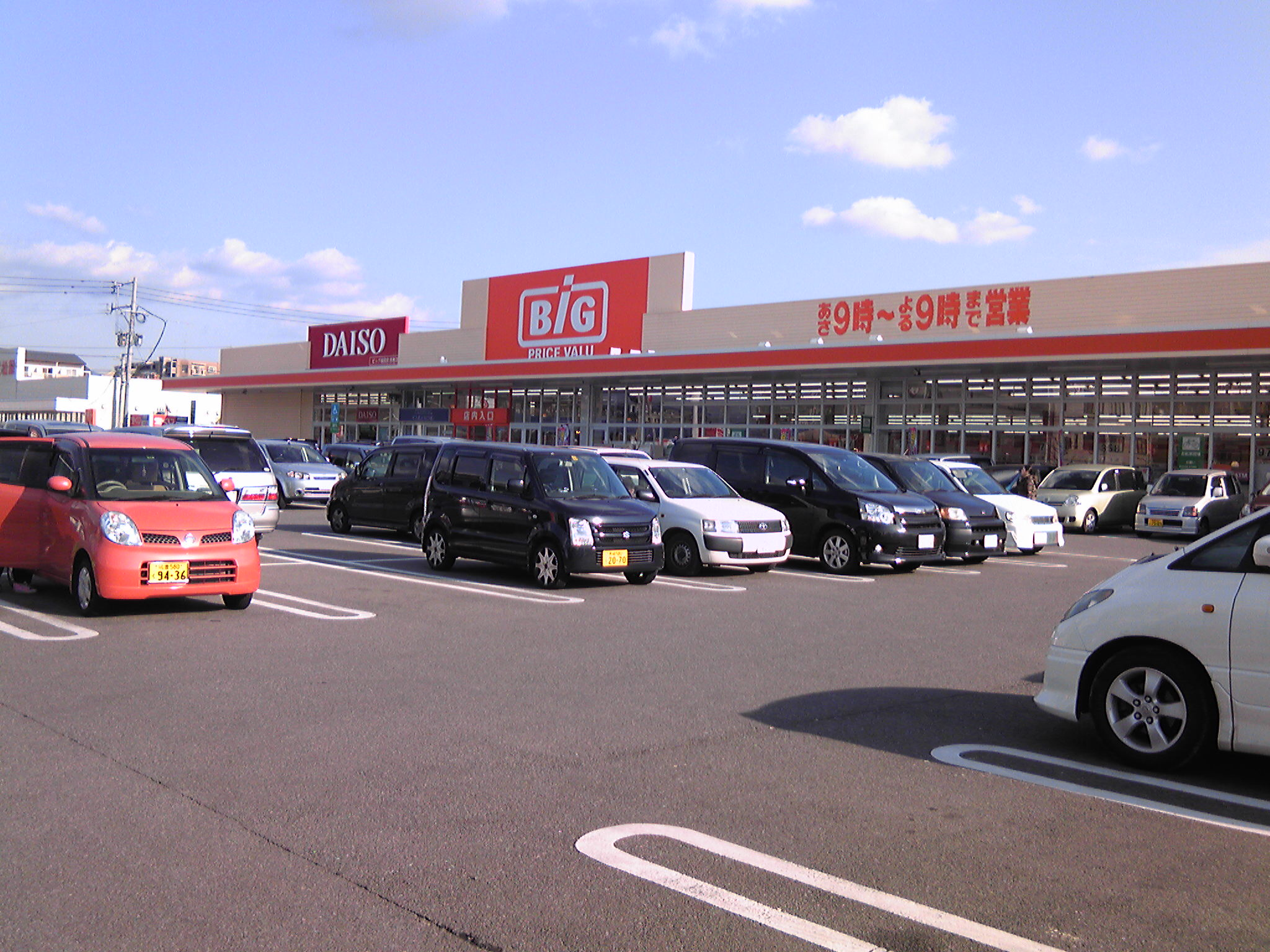
ザ・ビッグ福岡空港東店 （福岡県糟屋郡志免町） ※旧マックスバリュ店舗
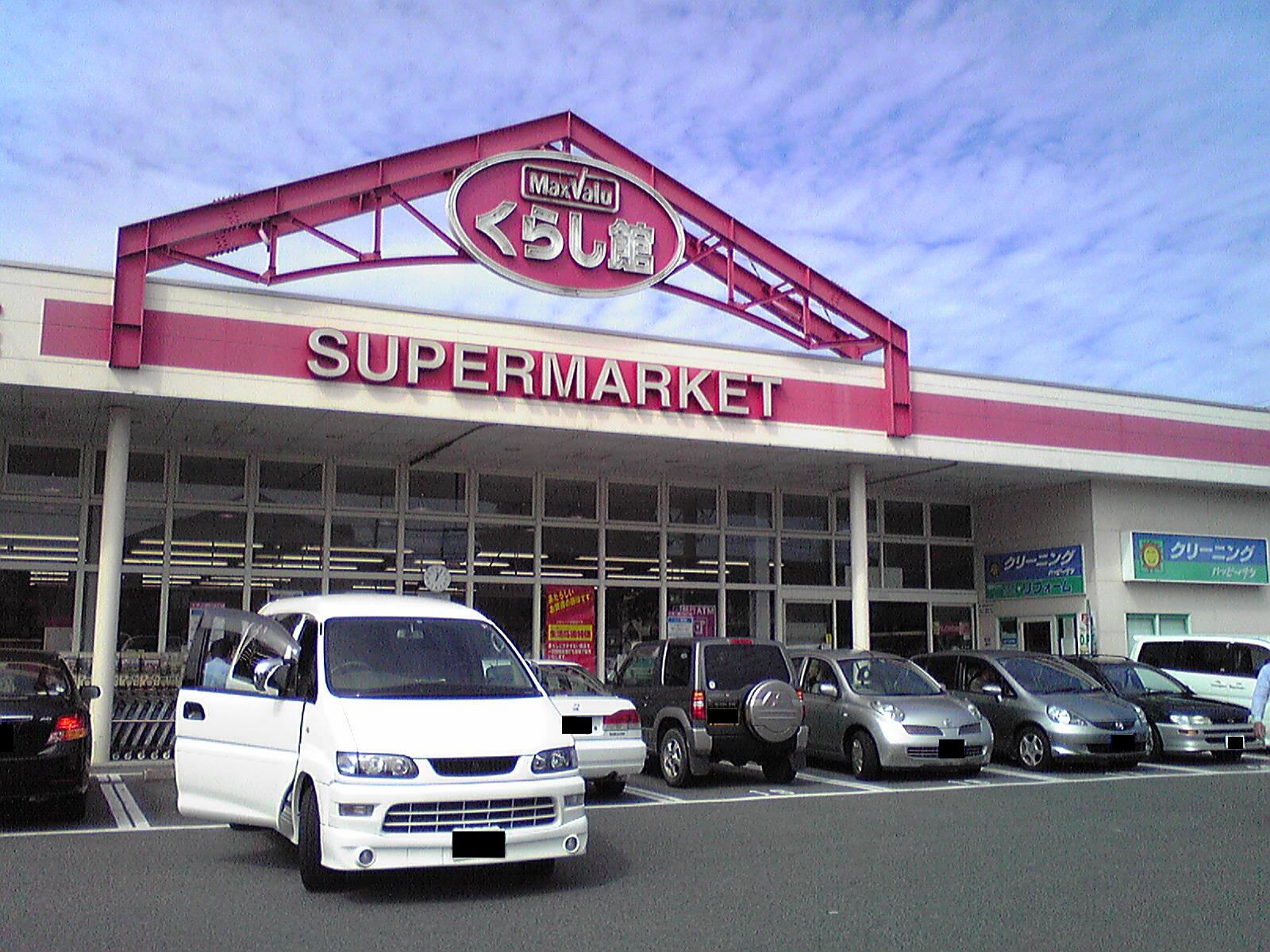
マックスバリュくらし館筑紫駅前店（当時、福岡県筑紫野市） ※現・マックスバリュエクスプレス
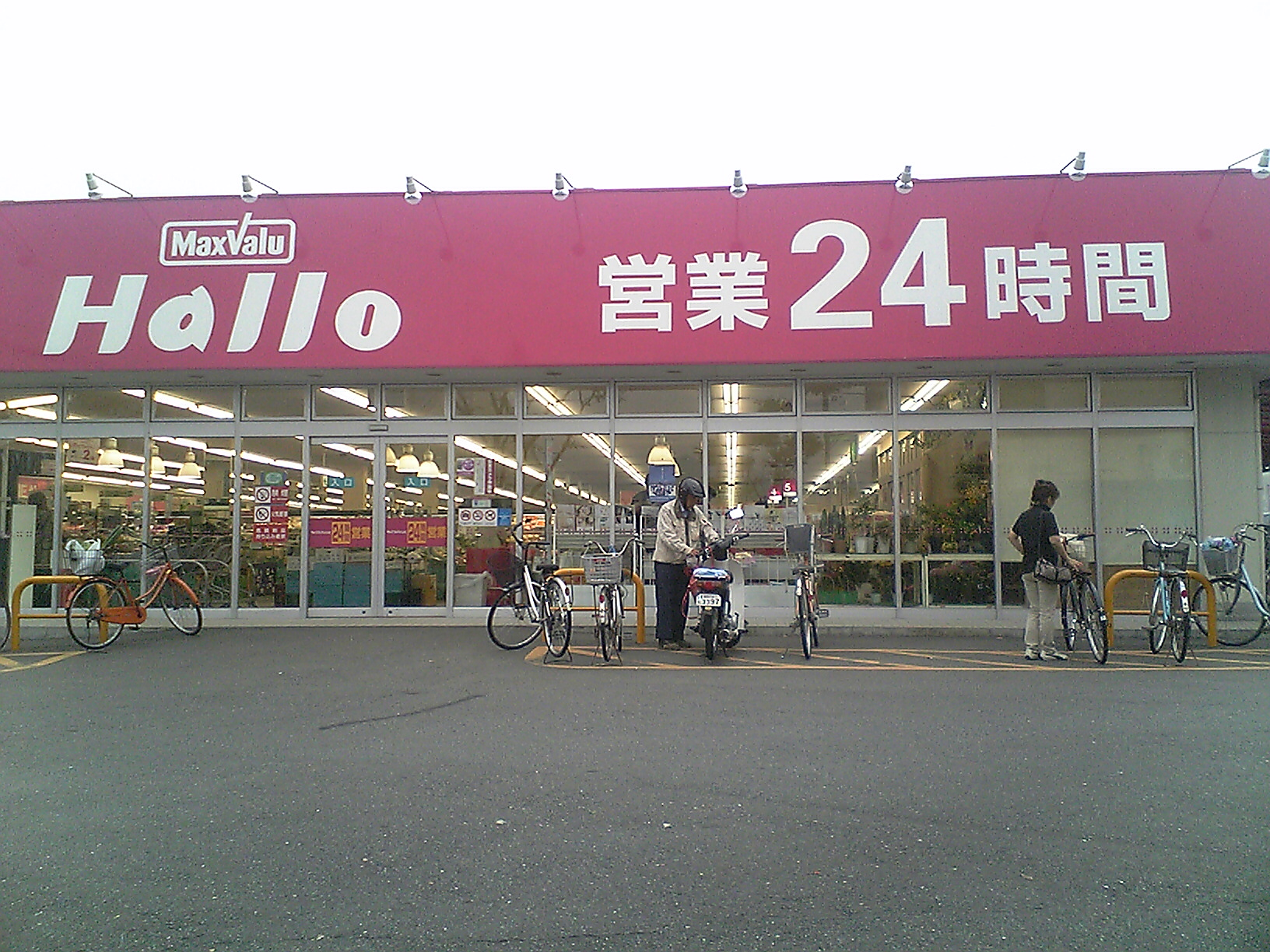
マックスバリュハロー野芥店（当時、福岡県福岡市早良区） ※現・マックスバリュエクスプレス

## マックスバリュ九州（核店舗）のショッピングセンター
マックスバリュ九州は2003年の新会社設立（合併）以降、単独での出店に加え、ネイバーフット型オープンモールショッピングセンター（NSC）への出店も行っている。
以下はマックスバリュが核店舗となっている主なNSCである。
※印：イオン九州（旧・九州ジャスコ）からの譲渡店舗
◎印：イオンタウン株式会社（旧・ロック開発）が運営
☆印：イオン九州が運営
◇印：イオングループ以外の企業が運営
- 福岡県
  - ☆ イオンタウン田主丸ショッピングプラザ（久留米市田主丸町・マックスバリュ田主丸店※）
  - ◇ MrMax八幡西ショッピングセンター（北九州市八幡西区・マックスバリュ真名子店） - SC全体は株式会社ミスターマックスが運営
  - ◇ MrMax本城ショッピングセンター（北九州市八幡西区・マックスバリュ本城店） - SC全体は株式会社ミスターマックスが運営
  - ◇ 新入パワータウン（直方市・マックスバリュ直方新入店）
  - ◎ イオンタウン黒崎（北九州市八幡西区・マックスバリュ黒崎店）
- 佐賀県
  - ☆ イオンタウン（三養基郡基山町 / マックスバリュ基山店※）
  - ◇ メリーランド武雄（武雄市 / ザ・ビッグ武雄店） - SC全体は有限会社武雄ボウリングセンターが運営
- 長崎県
  - ◎ イオンタウン早岐（佐世保市 / マックスバリュ早岐店）
  - ◇ MrMax長崎ショッピングセンター（長崎市 / マックスバリュメルクス長崎店） - SC全体は株式会社ミスターマックスが運営
  - ◎ イオンタウン長与（西彼杵郡長与町 / マックスバリュ長与中央店）
  - ◎ イオンタウン諫早西部台（諫早市 / マックスバリュ諫早西部台店）
- 大分県
  - ◎ イオンタウン豊後高田（豊後高田市 / マックスバリュ豊後高田店※）
  - ☆ イオン賀来ショッピングセンター（大分市 / マックスバリュ賀来店）
- 熊本県
  - ◇ サンロードシティ熊本（熊本市東区・マックスバリュサンロードシティ熊本店） - SC全体は藤田株式会社が運営
  - ◇ MrMax山鹿ショッピングセンター（山鹿市・マックスバリュ山鹿店） - SC全体は株式会社ミスターマックスが運営
  - ◎ イオンタウン荒尾（荒尾市・マックスバリュ荒尾店）
  - ◎ イオンタウン西熊本（熊本市南区・マックスバリュ西熊本店）
  - ◇ クロス21UTO（宇土市・マックスバリュ宇土店） - SC全体は株式会社大石企画が運営
  - ◎ イオンタウン田崎（熊本市西区・マックスバリュ田崎店）
- 宮崎県
  - ◇ フェニックスガーデンうきのじょう（宮崎市 / マックスバリュうきのじょう店） - SC全体はダイワロイヤル株式会社（大和ハウス工業のグループ会社）が運営
  - ◇ 都城ショッピングセンター（都城市 / マックスバリュ都城店）
  - ◇ クロスモール清武（宮崎市 / マックスバリュ清武店）
- 鹿児島県
  - ◇ OPSIA misumi（鹿児島市 / マックスバリュオプシアミスミ店） - SC全体は株式会社Misumiが運営

## 買物袋持参運動
マックスバリュ九州店舗では、2008年10月31日をもってレジ袋辞退者に配布していたイオングループの買物袋スタンプカードの発行と押印を終了し、11月1日より代替として1回の精算ごとにその場で2円引きを実施していた。その後、大分県、熊本県の一部（熊本市、合志市、宇土市、山鹿市、菊陽町）、福岡県の一部（北九州市、水巻町）においては先行でレジ袋無料配布の中止とレジ袋辞退者への2円引きが終了となり、レジ袋を有料化した。
前述したように、2019年8月31日をもって既にレジ袋有料化を実施している地域以外の店舗においてもレジ袋の無料配布中止とレジ袋辞退者への2円引きが終了となり、全店舗でレジ袋が有料化された。
なお、20個たまったスタンプカード、または途中までしか押印されていないスタンプカードは、3枚（スタンプ60個分）でマイバッグ携帯用、5枚（スタンプ100個分）でマイバッグレジカゴ用と交換できる（マイバッグに関しては有効期限はなく当分の間交換できる）。その他、途中までしか押印されていないスタンプカードの場合、九州地区以外のイオングループ（スタンプカード取扱い店舗）で引き続き利用可能である（沖縄県を含む九州地区のイオングループ店舗では全店でスタンプカードの取扱いを終了している）。

## 事件
2013年8月22日、「マックスバリュ大在店」（大分市）の来店客が、アイスクリームの入った冷凍ショーケースに入り別の来店客が写真を撮影、その後、「これが流行りのゆずあずきばーダイブ」とのコメントをつけてTwitterに投稿していたことがわかった。このショーケースはその後消毒、アイスケースに陳列されていた商品も全部撤去され、このショーケースで問題が発覚した同日午前1時半ごろから消毒が行われた同午後4時ごろまでにこのショーケースで販売されていた「江崎グリコ・みるたま」と「井村屋・あずきバー」の購入者に対し、希望者に返金を行う処置をとった。
犯行に及んだ来店客に対する刑事告訴や賠償請求については明らかにされてない。